# Giuseppe Chiesa
Giuseppe Chiesa (Zurigo, 26 dicembre 1916 – ...) è stato un calciatore e allenatore di calcio italiano, di ruolo attaccante.

## Caratteristiche tecniche
Chiesa era un'ala sinistra; dotata di buona tecnica individuale e fiuto del gol, si faceva notare per il gioco talvolta irruento.

## Carriera

### Giocatore
Nato a Zurigo, ma di origini piacentine, esordisce proprio con la formazione emiliana, impegnata nel campionato di Prima Divisione 1934-1935, come ala sinistra al fianco di Giuseppe Cella e Carlo Girometta, realizzando 10 reti. Nelle due annate successive viene confermato tra i titolari, sfiorando nel 1937 la promozione in Serie B come spalla di Giovanni Gaddoni.
Nel 1937 passa al Siena, sempre in Serie C. In Toscana, pur poco impiegato, realizza 8 reti, con le quali contribuisce alla promozione dei bianconeri in Serie B. Al termine del campionato viene ingaggiato dal Venezia, partecipante al campionato cadetto. Inizialmente titolare, finisce ai margini della prima squadra a causa di un infortunio nei mesi invernali; a fine stagione totalizza 11 presenze e 3 reti in campionato, nel quale ottiene la sua seconda promozione consecutiva, questa volta in Serie A. Tuttavia non viene riconfermato nella massima serie e passa in prestito al Vicenza, in Serie C; con i berici vive la propria miglior stagione in termini realizzativi, con 19 gol segnati, e conquista una nuova promozione in Serie B.
Per la stagione 1940-1941 il Venezia lo presta al Liguria, appena retrocesso tra i cadetti. Qui disputa le prime quattro partite del campionato, prima di uscire dalla rosa dei titolari; ottiene comunque la sua quarta promozione consecutiva, la seconda nella massima serie. A fine stagione viene posto in lista di trasferimento dal Liguria e rientra al Venezia, che lo gira nuovamente in prestito, in Serie C, all'ambiziosa Salernitana. In Campania disputa 20 partite con 4 reti e la formazione granata raggiunge il primo posto; tuttavia, a causa di un illecito, la squadra viene esclusa dal girone finale per la promozione in Serie B. A fine campionato rientra per l'ennesima volta al Venezia, che lo pone nuovamente in lista di trasferimento e disputa la stagione 1942-1943 con la maglia del Lecce, in Serie C. Chiesa realizza 6 reti in 21 partite; i salentini vincono il proprio girone e accedono alle finali per la promozione in Serie B, vinte dalla Pro Gorizia e dal Verona. Rimane in forza ai giallorossi anche nel Campionato dell'Italia libera 1944 e nel successivo Torneo misto pugliese 1944-1945, nel quale mette a segno altre due reti nel pareggio sul campo del Barletta.
Al termine della guerra riprende l'attività al Sud, con la Turris, con cui partecipa al campionato di Serie C 1946-1947, giungendo secondo nel girone C e approdando alle finali della Lega Interregionale Sud. Al termine del girone finale viene promossa tra i cadetti la Nocerina, che nell'estate 1947 acquista Chiesa. Con i molossi l'attaccante disputa 19 partite di campionato con 2 reti; a fine stagione, tuttavia, il piazzamento di centroclassifica ottenuto non evita la retrocessione in Serie C. Dopo un'altra stagione a Nocera, prosegue la sua carriera in Campania, in Prima Categoria, con le maglie di Cavese ed Ebolitana, quest'ultima come allenatore-giocatore.
Ha totalizzato 33 presenze e 4 reti in Serie B, ottenendo due promozioni con Venezia e Liguria.

### Allenatore
Nel 1959 si trasferisce a Bengasi, chiamato dalla Federazione calcistica della Cirenaica in accordo con la FIGC; diventa allenatore della rappresentativa della Cirenaica per partite amichevoli con Egitto, Tunisia e Marocco e allena inoltre l'Al Ahly Bengasi, formazione della massima serie libica. Rientrato in Italia, torna nel Piacentino, allenando le giovanili del Piacenza; è in seguito sulla panchina della Pontolliese, con cui sfiora la promozione in Serie D nel campionato 1964-1965; rimane sulla panchina bianconera fino al 1966.
Tra il 1966 e il 1968 è nuovamente al Piacenza, come allenatore in seconda a fianco di Sandro Puppo e poi Leo Zavatti.

## Palmarès

### Giocatore
- Campionato italiano di Serie B: 1

Liguria: 1940-1941
- Campionato italiano Serie C: 4

Siena: 1937-1938
Vicenza: 1939-1940
Salernitana: 1941-1942
Lecce: 1942-1943